# Daniel Cordone
Carlos Daniel »Lobo« Cordone, argentinski nogometaš, * 6. januar 1974, General Rodríguez, Argentina.
Sprva je igral šest sezon za Vélez Sársfield, nakar je leta 1998 prestopil v Racing Club de Avellaneda. Leta 2000 je prestopil v Newcastle United za £500.000, a je tam ostal le eno sezono. 